# Ala-Luosta
Ala-Luosta eller Alaluostanjärvi är en sjö i Finland. Den ligger i kommunen Rautavaara i landskapet Norra Savolax, i den centrala delen av landet, 400 km nordost om huvudstaden Helsingfors. Ala-Luosta ligger 105 meter över havet. I omgivningarna runt Ala-Luosta växer i huvudsak blandskog. Den är 23 meter djup. Arean är 9,51 kvadratkilometer och strandlinjen är 33,3 kilometer lång. Sjön  ingår i Vuoksens huvudavrinningsområde. 